# Парижские связи
«Парижские связи» (англ.: Paris Connections) — английский триллер 2010 года режиссёра Харли Коклисса по мотивам романа Джеки Коллинз.
Фильм не выходил в прокат — финансировался сетью супермаркетов Tesco и выпущенный на DVD продавался исключительно в магазинах сети.

## Сюжет
По мотивам романа Джеки Коллинз «Связи в Лос-Анджелесе», но перенесенных на Неделю моды в Париже.
Американская журналистка гламурного таблойда Мэдисон Кастелли узнает, что топ-модель, которую она представила в своей последней статье, жестоко убита на открытии Недели моды в Париже. Журналистка уверена, что это нечто большее, чем «преступление на почве страсти», как утверждает французская пресса, и едет в Париж, чтобы попытаться получить информацию о смерти модели. Там она сталкивается с фотографом Джейком Сикой, который все еще неравнодушен к ней, хотя Мэдисон больше сосредоточена на своей карьере, чем на романтических отношениях. В это время в Париже умирают другие модели, и Мэдисон и Джейку приходится работать вместе, погрузиться в закулисье мира моды и попытаться разгадать тайну, которая, похоже, окружает российского олигарха Александра Борински.

## В ролях
- Николь Стейнведелл — Мэдисон Кастелли, журналистка
- Энтони Делон — Джейк Сика, фотограф
- Чарльз Дэнс — Александр Боринский, российский олигарх, магнат модельного бизнеса
- Труди Стайлер — Оливия Куликова, ассистентка Александра
- Хадсон Лейк — Коко де Вилль, французская модельер
- Анук Эме — Агнес Сен-Клер
- Ксения Буравская — Катерина
- Кэролайн Чикези — Натали
- Доминик Гулд — детектив Морин
- Фабьен де Шалврон — Сергей
- Майк Пауерс — Виктор
- Пол Бэнди — Мартин
- Хлоя Дюма — Кэнди

## Съёмки и
Фильм снимался в Париже, в частности, в отеле «Лютеция», многие из команды статистов, состоящей в основном из французов, — настоящие представители мира моды.

## Производство и релиз
Съёмки фильма полностью финансировались английской сетью супермаркетов Tesco для рекламы — идея продюсера фильма Айлин Майзел, главы продюсерской комапнии Amber Entertainment, известной продюсированием фильма «Онегин», была выпустить фильм только на DVD и распространять исключительно в супермаркетах сети, одновременно исключив из доходов затраты на дистрибьюторов и кинопрокатчиков. Однако, при этом в самом фильме полностью отсутствует продакт-плейсмент как таковой — нет рекламы Tesco и никаких следов размещения продукции её собственных марок, по словам продюсера единственная сфера, в которую вмешалась Tesco, это соблюдение возрастного ограничения PG15.